# Cori (månkrater)
För andra betydelser, se Cori.
Cori är en nedslagskrater på månen, med en diameter på 67 km. Den är uppkallad efter nobelpristagaren Gerty Cori.

## Satellitkratrar
| Cori | Latitud  | Longitud  | Diameter |
| ---- | -------- | --------- | -------- |
| G    | 50.98° S | 147.87° V | 21 km    |